# Malamatidia thorelli
Malamatidia thorelli is een spinnensoort in de taxonomische indeling van de struikzakspinnen (Clubionidae).
Het dier behoort tot het geslacht Malamatidia. De wetenschappelijke naam van de soort werd voor het eerst geldig gepubliceerd in 2001 door Christa Laetitia Deeleman-Reinhold.